# Чиппева Тауншип (округ Бівер, Пенсільванія)
Чиппева Тауншип (англ. Chippewa Township) — селище (англ. township) в США, в окрузі Бівер штату Пенсільванія. Населення — 8042 особи (2020).

## Демографія
Згідно з переписом 2010 року, у селищі мешкало 7620 осіб у 3144 домогосподарствах у складі 2203 родин. Було 3336 помешкань
Расовий склад населення:
| - 97,1 % — білих - 0,8 % — чорних або афроамериканців - 0,8 % — азіатів - 0,1 % — вихідців з тихоокеанських островів |

До двох чи більше рас належало 1,1 %. Частка іспаномовних становила 0,6 % від усіх жителів.
За віковим діапазоном населення розподілялося таким чином: 21,4 % — особи молодші 18 років, 59,0 % — особи у віці 18—64 років, 19,6 % — особи у віці 65 років та старші. Медіана віку мешканця становила 46,1 року. На 100 осіб жіночої статі у селищі припадало 93,0 чоловіків;  на 100 жінок у віці від 18 років та старших — 89,3 чоловіків також старших 18 років.
Середній дохід на одне домашнє господарство  становив 86 017 доларів США (медіана — 56 914), а середній дохід на одну сім'ю — 98 365 доларів (медіана — 76 602). Медіана доходів становила 55 026 доларів для чоловіків та 41 756 доларів для жінок. За межею бідності перебувало 7,4 % осіб, у тому числі 7,7 % дітей у віці до 18 років та 6,4 % осіб у віці 65 років та старших.
Цивільне працевлаштоване населення становило 3508 осіб. Основні галузі зайнятості: освіта, охорона здоров'я та соціальна допомога — 31,0 %, виробництво — 12,4 %, науковці, спеціалісти, менеджери — 12,2 %.